# ولاية تقرت
ولاية تقرت (بالتيفيناغ :ⵜⵓⴳⴳⵓⵔⵜ) هي ولاية جزائرية تقع في جنوب شرق الجزائر، تحمل عاصمتها نفس الاسم : تقرت.

## التعريف بالولاية
تقرت، هي ولاية جزائرية تقع في شمال صحراء شرق الجزائر، تحمل عاصمتها نفس الاسم: مدينة تقرت، من بين اهم بلدياتها والتي تعرف ببلاد العلم والعلماء بلدية بلدة عمر والتي كانت تسمى سابقا بتين يسلي ثم تين باماطوس يقع مركز الولاية بمدينة تقرت.

## لمحة تاريخية عن تقرت
تم إنشاء ولاية تقرت في 26 نوفمبر2019. وفي عام 2021، أضفى الرئيس تبون الطابع الرسمي على التقسيم الإداري الجديد.
كانت سابقا ولاية منتدبة، أحدثت بموجب القانون رقم 15-140 المؤرخ في 27 ماي 2015 المتعلق بإحداث دوائر إدارية في بعض الولايات ووضع القواعد الخاصة المرتبطة بها وكذا قائمة البلديات الملحقة بها. قبل 2019 كانت تابعة لولاية ورقلة.

## التسمية، الموقع، والمناخ

### الموقع
تقع ولاية تقرت في شرق الجزائر وتحدها من الشمال ولايتي المغير وأولاد جلال و من الشرق ولاية الوادي ومن الجنوب ولاية ورقلة ومن الغرب ولايتي الجلفة وغرداية

### المناخ
مدينة تقرت هي مدينة جزائرية، وهي المدينة الرئيسية في منطقة وادي ريغ الواقعة في شمال شرق دولة الجزائر، وتقع مدينة تقرت في شمال شرق صحراء ، وتمتاز المدينة باحتوائها على الكثير من واحات النخيل و الاودية ، بحيرة الشط المالحة، بالإضافة إلى بعض التلال الصغيرة في غربها، ويغلب الطابع الصحراوي على مدينة تقرت، وتحتوي أيضًا على الكثير من المعالم الأثرية الهامة، وتمتاز مبانيها بأنها مصنوعة من الطين الجاف والحجر، وشوارعها متعرجة قديمة تعلوها قناطر بيضاء،[١] وتعد مدينة تقرت من أكبر المدن الموجودة في الصحراء، بُنيت حول واحة مما جعل من الزراعة النشاط الاقتصادي الأهم في المدينة، بالإضافة إلى أنها تشتهر بتصدير التمور.

## التنظيم الإداري

### التقسيم الإداري

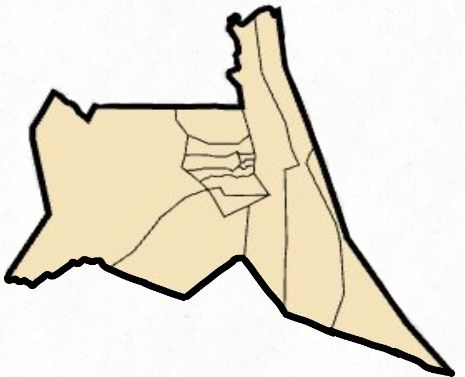
خريطة بلديات و دوائر ولاية تقرت

حسب التقسيم الإداري 2019 فإن ولاية تقرت تضم خمسة دوائر (5) وثلاث عشر بلدية (13) وهي:
| # | الدائرة       | البلديات                                                       |
| - | ------------- | -------------------------------------------------------------- |
| 1 | دائرة تقرت    | بلدية تقرت، بلدية الزاوية العابدية، بلدية النزلة، بلدية تبسبست |
| 2 | دائرة تماسين  | بلدية تماسين، بلدية بلدة عمر                                   |
| 3 | دائرة مقارين  | بلدية مقارين، بلدية سيدي سليمان                                |
| 4 | دائرة الطيبات | بلدية الطيبات، بلدية بن ناصر، بلدية المنقر                     |
| 5 | دائرة الحجيرة | بلدية الحجيرة، بلدية العالية                                   |
|   |               |                                                                |

## الثقافة

### الصناعة والحرف التقليدية
تشتهر بالطرز الخاص بمدينة تڨرت مثل (الارتيزانا، الصوف، الطيرڨال... وغيرها الكثير من التسميات)

### الطعام
تتميز هذه الولاية بالعديد من الأطباق التقليدية التي تميزها عن غيرها من الولايات لكنها تشبه قليلا للولايات المجاورة ، و منها : 
البندراڨ : عبارة عن كسكس مسقي بمرق مصنوع من الخضر و نبتة الرجلة او ما يعرف محليا ب"البندراڨ" و أحبانا عند غياب موسم نبتة البندراق تحضر بنبتة "البطراف")
الحبات : أيضا لا نذكر تقرت دون ان نذكر طبق "الحبات" في وادي ريغ أو" المفور/المحكوك " في الطيبات و الحجيرة  و هي عبارة عن كسكس خشن  مخلوط بصلصة مصنوعة من البصل و الطمامطم و الفلفل الحار و التوابل و في المفور تضاف لها البطاطا المفورة. 